# Dwight Martin Donaldson
Dwight Martin Donaldson (* 1884; † 1976) war ein US-amerikanischer Islamwissenschaftler und Orientalist, der die Geschichte der Religion der Schiiten in Persien und im Irak erforschte. Er verbrachte 16 Jahre als Missionar der Presbyterianer in Maschhad im Iran, bis er 1940 ausgewiesen wurde. Er war Schuldirektor der Henry Martyn School of Islamic Studies, Aligarh, Indien.

## Werke
- The Shi’ite Religion: A History of Islam in Persia and Irak (= Luzac’s Oriental Religions Series. Bd. 6). Luzac & Co., London 1933 (Online)
- Studies in Muslim ethics. Society for Promoting Christian Knowledge, London 1953 (Online)